# 김용국 (만주보민회)
김용국(金用國, ? ~ ?)은 일제강점기에 만주보민회에서 활동했던 인물이다.

## 생애
본적지는 평안북도 의주군 길성면이다. 1919년에 만주 콴뎬 현의 조선인조합에서 지부장 대리를 맡은 것이 처음 나타나는 기록이다. 이 단체는 3·1 운동으로 동요가 심한 조선인 사회 통제를 위해 일본 영사관의 조종으로 결성되었다.
1920년에도 콴뎬 현 조선인조합 고문을 지내고 총지부장에 오르는 등 단둥의 일본 영사관과 선을 대고 이 지역 조선인 사회에서 영향력 있는 인물로 활동했다. 1922년에는 콴뎬 현 태평초(太平哨)에 사립학교인 낙영학교(樂英學校)를 설립하기도 했다.
1922년부터 약 1년 동안 만주보민회의 콴뎬 현 지부 회장을 지냈다. 만주보민회 간부들은 대개 일진회나 제우교 출신이 많고 1920년에 만주보민회 창립 시점부터 가담하는데 반하여, 김용국은 콴뎬 지역에 일본 영사관이 미리 설치해둔 조선인조합이 폐지되면서 만주보민회에 흡수되는 과정에서 참여하게 되었다.
교통이 불편하여 일본의 치안력이 잘 미치지 못하던 콴뎬 현에는 항일 세력이 많이 모여들었다. 김용국의 역할은 콴뎬 현에서 항일 세력 투항을 권유하는 선전 활동과 항일 운동에 대한 정보를 탐지해 일본에 알리는 밀정 활동을 총지휘하는 것이었다.
이러한 활동으로 항일 단체의 원한을 사 "악질 친일분자"로 불렸으며, 콴뎬지부장을 맡고 있던 1923년 6월에 지부가 습격을 받아 김용국의 아버지가 살해되고 집이 불타버리는 사건이 발생했다. 이 사건으로 만주보민회 콴뎬지부는 문을 닫아야 했다. 일본 정부는 김용국에게 피해 구제금 325원과 위로금 500원을 지급했다. 같은 해 7월에는 호구 조사 사업 도중 본인이 직접 공격을 받아 찰과상을 입기도 했다.
1924년에 만주보민회가 해산되었을 때 해산분배금으로 202원 50전을 수령했다. 이후 콴뎬 현에서 숙박업에 종사한 것으로 알려졌다. 1926년에 만주보민회 회원으로 활동하다가 살해된 사람들의 유족을 구제해달라는 청원 운동에 참가한 기록이 있다.

## 사후
2007년 대한민국 친일반민족행위진상규명위원회가 발표한 친일반민족행위 195인 명단과 2008년 공개된 민족문제연구소의 친일인명사전 수록예정자 명단에 모두 포함되었다.

## 같이 보기
- 만주보민회

## 참고자료
- 친일반민족행위진상규명위원회 (2007년 12월). 〈김용국 (金用國)〉 (PDF). 《2007년도 조사보고서 II - 친일반민족행위결정이유서》. 서울. 2097~2111쪽쪽. 발간등록번호 11-1560010-0000002-10. [깨진 링크(과거 내용 찾기)]